# Grand hôtel de Kinshasa
 (septembre 2021).
La mise en forme du texte ne suit pas les recommandations de Wikipédia : il faut le « wikifier ».
Les points d'amélioration suivants sont les cas les plus fréquents. Le détail des points à revoir est peut-être précisé sur la page de discussion.
- Les titres sont pré-formatés par le logiciel. Ils ne sont ni en capitales, ni en gras.
- Le texte ne doit pas être écrit en capitales (les noms de famille non plus), ni en gras, ni en italique, ni en « petit »…
- Le gras n'est utilisé que pour surligner le titre de l'article dans l'introduction, une seule fois.
- L'italique est rarement utilisé : mots en langue étrangère, titres d'œuvres, noms de bateaux, etc.
- Les citations ne sont pas en italique mais en corps de texte normal. Elles sont entourées par des guillemets français : « et ».
- Les listes à puces sont à éviter, des paragraphes rédigés étant largement préférés. Les tableaux sont à réserver à la présentation de données structurées (résultats, etc.).
- Les appels de note de bas de page (petits chiffres en exposant, introduits par l'outil «  Source ») sont à placer entre la fin de phrase et le point final[comme ça].
- Les liens internes (vers d'autres articles de Wikipédia) sont à choisir avec parcimonie. Créez des liens vers des articles approfondissant le sujet. Les termes génériques sans rapport avec le sujet sont à éviter, ainsi que les répétitions de liens vers un même terme.
- Les liens externes sont à placer uniquement dans une section « Liens externes », à la fin de l'article. Ces liens sont à choisir avec parcimonie suivant les règles définies. Si un lien sert de source à l'article, son insertion dans le texte est à faire par les notes de bas de page.
- La présentation des références doit suivre les conventions bibliographiques. Il est recommandé d'utiliser les modèles {{Ouvrage}}, {{Chapitre}}, {{Article}}, {{Lien web}} et/ou {{Bibliographie}}. Le mode d'édition visuel peut mettre en forme automatiquement les références.
- Insérer une infobox (cadre d'informations à droite) n'est pas obligatoire pour parachever la mise en page.

Pour une aide détaillée, merci de consulter Aide:Wikification.
Si vous pensez que ces points ont été résolus, vous pouvez retirer ce bandeau et améliorer la mise en forme d'un autre article.
Pour les articles homonymes, voir Grand hôtel et GHK.

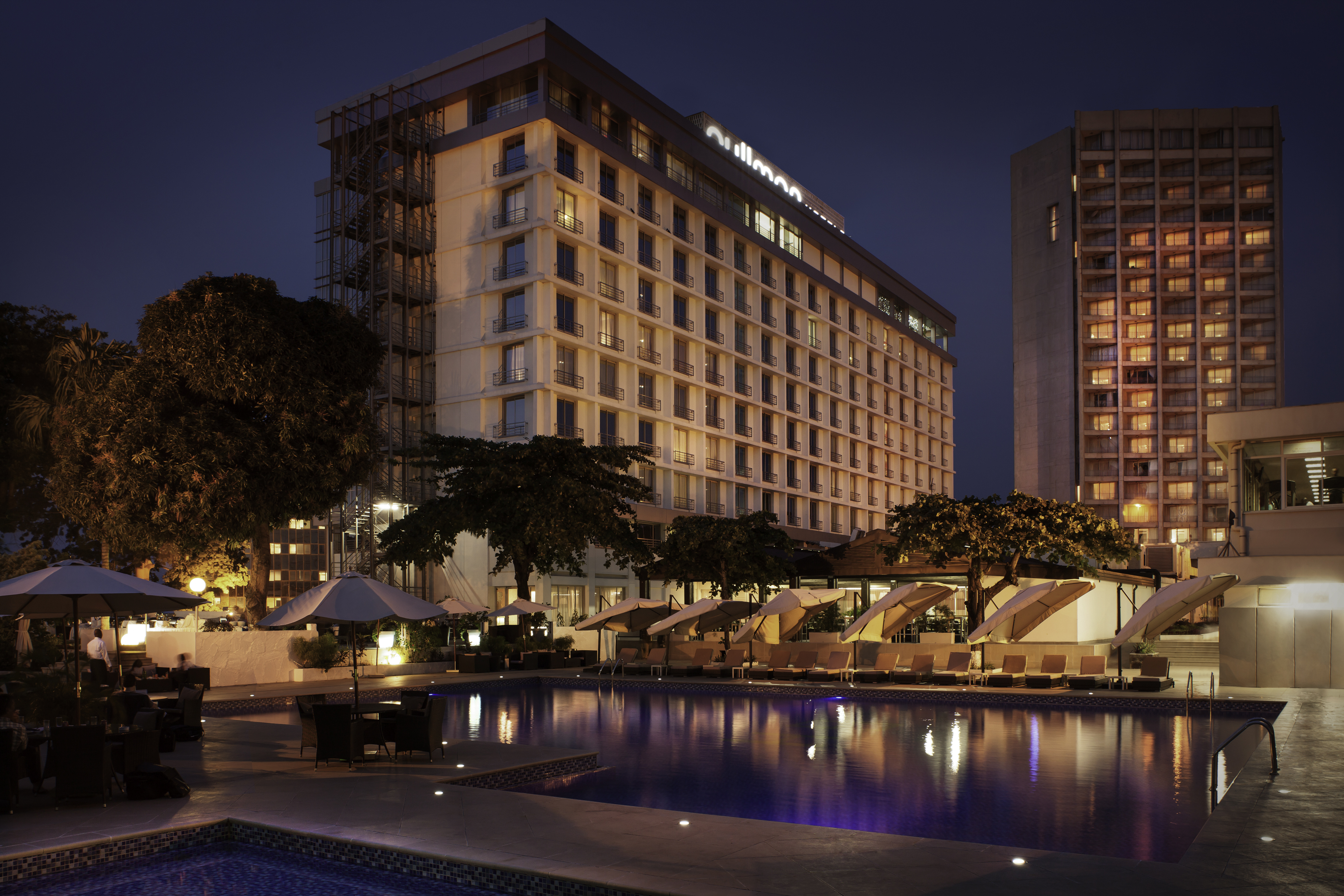
Pullman Grand Hôtel Kinshasa - vue extérieure et piscine

Le Grand hôtel de Kinshasa (GHK), rebaptisé Pullman Kinshasa Grand Hôtel, est un hôtel cinq étoiles de Kinshasa, en république démocratique du Congo. Il compte 387 chambres et suites, 3 restaurants, 3 bars et des salles de conférence et de banquet. Le bâtiment principal, la Tour, compte 23 étages, alors que l'autre en compte 9, les chambres étant réparties équitablement sur les deux édifices. L'hôtel est situé sur l’avenue des Batetela, au nord-ouest de la commune de Gombe. C’est le plus gros hôtel de Kinshasa et du pays. Il était nommé sous la gestion du groupe InterContinental de 1971 à 2000. Il accueille à son rez-de-chaussée une galerie commerciale de boutiques haut de gamme.

## Histoire
L’hôtel fait partie de la société des Grands hôtels du Congo qui fut créée par ordonnance n° 68/377 le 13 août 1968. Le 2 octobre 1971, il fut inauguré et sa gestion confiée à la compagnie InterContinental Hôtels Corporation pour une durée de 20 ans, et en 1991 par un prolongement de 10 ans jusqu’en 2001. Le 27 novembre 1999, le groupe Intercontinal met fin à son contrat d’exploitation avec la société des Grands hôtels du Congo. Le 16 mai 2000, l’hôtel est renommé « Grand hôtel de Kinshasa ».

### Rénovation
En 2010, Africa Hospitality (entre-temps devenu African Equities, holding de l’homme d’affaires belge Philippe de Moerloose), rachète 50% des Grands Hôtels du Congo incluant le Grand Hôtel de Kinshasa. La vente a suscité des interrogations, car des propriétés similaires situées dans le voisinage immédiat ont été vendues à un prix plus élevé.
Après une profonde rénovation qui aura duré plus de 2 ans, en 2014, les actionnaires décident de confier la gestion de l’hôtel au groupe Accor, stipulant entre autres que l’hôtel sera géré sous sa marque haut de gamme Pullman. L’hôtel a ainsi été rebaptisé dans la foulée Pullman Kinshasa Grand Hôtel.
Aujourd’hui, c’est dans cet hôtel 5 étoiles que s’organisent les plus grandes conférences du pays (par exemple, la Conférence des Grands Lacs en février 2016) mais également les concerts et les grands mariages du pays. L'hôtel a notamment abrité le concert événement du chanteur Stromae en 2017.